# Funciones de la tecnología

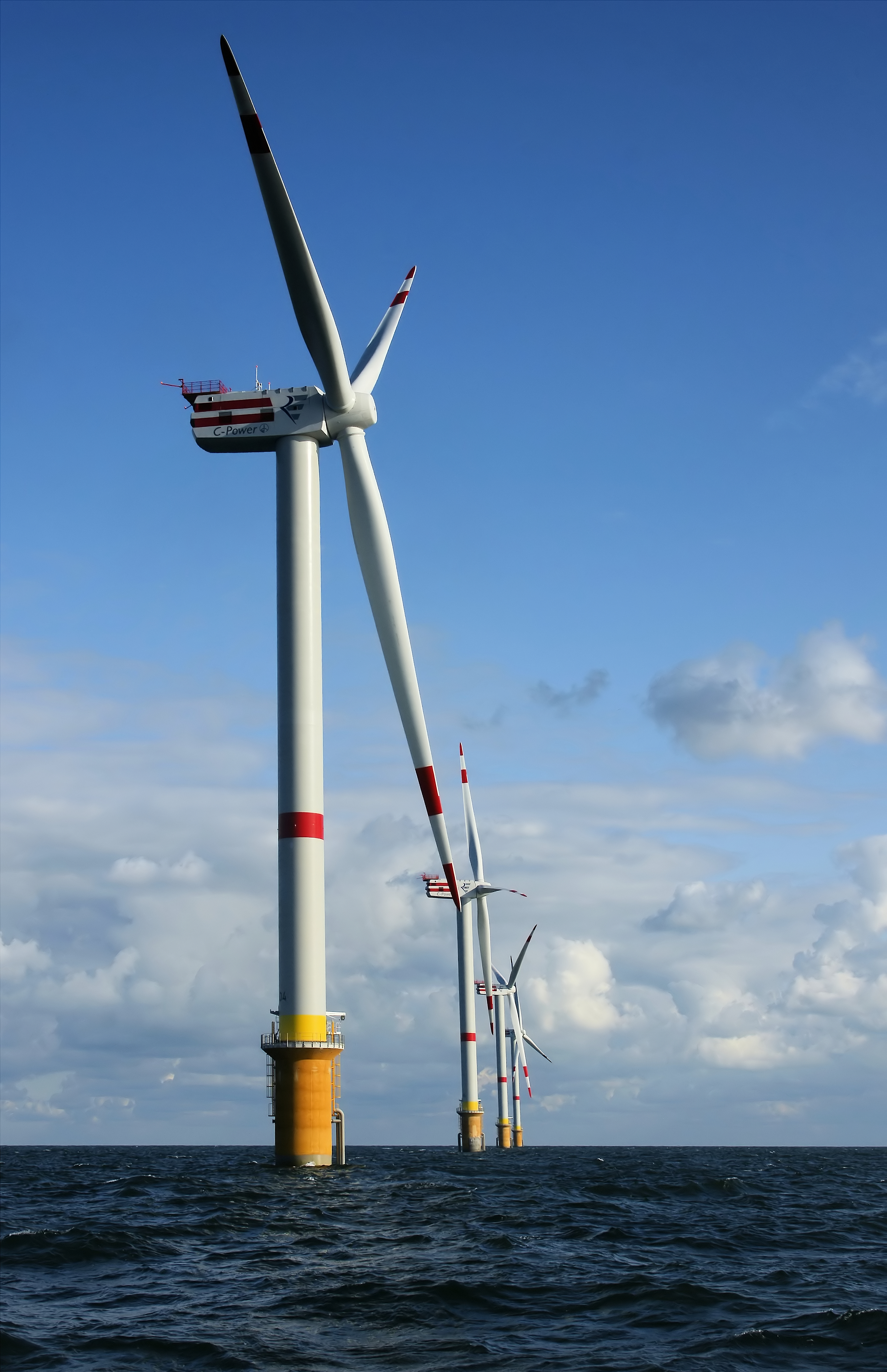
La tecnología en su función técnica transformadora del medio. En la imagen, parque eólico offshore de Thorntonbank en la costa belga, Mar del Norte convierten la energía del viento en energía eléctrica.

Las funciones de la tecnología son los usos útiles de la tecnología, y se relacionan transformando el entorno humano para adaptarlo mejor a las necesidades y deseos humanos. Además, en ese proceso se usan recursos naturales (por ejemplo, aire, agua, materiales o fuentes de energía), personas que proveen la información, mano de obra y mercado para las actividades tecnológicas y en el proceso de transformación del mundo que nos rodea construllen un mundo artificial, provocando grandes consecuencias sociales y ambientales.
El principal ejemplo es la utilización de la tecnología en su función para la construcción de un mundo artificial, y en la función de herramienta de transformación del medio son las ciudades, construcciones completamente artificiales por donde circulan productos naturales, como el aire y agua, que son alterados durante su uso. La tendencia, aparentemente irreversible, es al aumento sostenido de la urbanización del planeta. Se estima que en el transcurso del año 2008 la población mundial urbana superará a la rural por primera vez en la historia, lo que ya ha sucedido en el siglo XX para los países más industrializados. La razón es que las ciudades proveen mayor acceso a formas de satisfacer nuestras necesidades, pues en ellas existe una mayor variedad y cantidad de servicios esenciales destinados a las personas, puestos de trabajo, comercios, seguridad personal, formas de entretención y acceso a servicios de salud y educación.
En la prehistoria, las tecnologías han sido usadas para satisfacer necesidades esenciales (alimentación, vestimenta, vivienda, protección personal, relación social, comprensión del mundo natural y social), y en la historia también para obtener placeres corporales y estéticos (deportes, música, hedonismo en todas sus formas) y como medios para satisfacer deseos (simbolización de estatus, fabricación de armas y toda la gama de medios artificiales usados para persuadir y dominar a las personas).

## El concepto de función en el ámbito tecnológico
Es el proceso de pasaje, mediante un dispositivo tecnológico apropiado, del estado inicial de un sistema a un estado final. Por ejemplo, si el sistema es una fuente de agua cuyo estado inicial es de agua impura, la función de purificación del agua es la transformación del agua de la fuente de modo tal que su estado final sea agua pura en el grado deseado. En este caso, este proceso cumple una función técnica de la tecnología.

## Funciones técnicas de los productos tecnológicos
| Transformación                | Función                   | Medio de realización   |
| ----------------------------- | ------------------------- | ---------------------- |
| Agua contaminada en potable   | Potabilización del agua   | Planta potabilizadora  |
| Combustible en electricidad   | Generación térmica        | Usina térmica          |
| Mechón de oveja en hilo       | Hilado                    | Hilandera o hilandería |
| Texto manuscrito sobre papel  | Impresión                 | Imprenta               |
| Ignorancia en saber           | Educación o investigación | Escuela o laboratorio  |
| Personas haciendo fila        | Hacer cola                | Letrero o persona      |
| Facturas de gastos e ingresos | Contabilidad              | Contador               |

El concepto de función técnica involucra los siguientes rasgos:
- Cambio o transformación previsible de un sistema en otro más deseable. El sistema puede involucrar tanto materiales como personas e ideas.
- Es independiente del medio y modo en que se logra la transformación.
- Propósito, deliberación en la obtención de la transformación.

El rasgo 1 puede verse reflejado en la primera columna de la tabla adjunta, en la que se dan ejemplos de transformaciones y en la segunda, el nombre usual.
El rasgo 2 permite diferenciar entre funciones y medios. Así un martillo es un medio para cumplir la función de clavar, pero esa no es la única función que puede realizar. Por regla general se puede elegir medios diversos para obtener el mismo resultado de modo, que se cause menos impactos sociales o ambientales. La función de generar electricidad puede lograrse con centrales térmicas propulsadas por combustibles sólidos como el carbón, líquidos como el diésel o gaseosos como el gas natural, que contaminan el aire y consumen recursos no renovables, o mediante centrales hidroeléctricas que usan un recurso renovable como la fuerza del agua, aunque con impactando la topografía del terreno y las poblaciones de la zona. En la tercera columna de la tabla adjunta se identifican los medios usados para el cumplimiento de las funciones dadas.
El rasgo 3 diferencia a las funciones técnicas de los fenómenos naturales y de los efectos no deseados (secundarios) de las tecnologías. No se puede decir que la función de la fuerza de gravedad es hacer caer los cuerpos materiales al suelo, porque la materia inorgánica no tiene propósitos y satisface la causalidad estricta. Aunque un péndulo necesariamente tiende al estado de reposo en su punto más bajo, esto no es una finalidad o propósito ni implica previsión. La evaporación natural del agua del mar la libera de la sal, pero no es esa su función, sólo un resultado de la fisicoquímica del proceso.

## Funciones no técnicas de los productos tecnológicos
Después de un tiempo, las características novedosas de los productos tecnológicos son copiadas por otras marcas y dejan de ser un buen argumento de venta. Toman entonces gran importancia las creencias del consumidor sobre otras características independientes de su función principal, como las estéticas y simbólicas.

### Función estética de los objetos tecnológicos
Más allá de la indispensable adecuación entre forma y función técnica, se busca la belleza a través de las formas, colores y texturas. Entre dos productos de iguales prestaciones técnicas y precios, cualquier usuario elegirá seguramente al que encuentre más bello. A veces, caso de las prendas de vestir, la belleza puede primar sobre las consideraciones prácticas. Frecuentemente compramos ropa bonita aunque sepamos que sus ocultos detalles de confección no son óptimos, o que su duración será breve debido a los materiales usados. Las ropas son un rubro tecnológico de gran venta en el planeta porque son la imagen que mostramos a las demás personas y condicionan la manera en las cuales nos relacionamos con ellas.

### Función simbólica de los objetos tecnológicos
Cuando la función principal de los objetos tecnológicos es la simbólica, no satisfacen las necesidades básicas de las personas y se convierten en medios para establecer estatus social y relaciones de poder.
Las joyas hechas de metales y piedras preciosas no impactan tanto por su belleza (muchas veces comparable al de una imitación barata) como por ser claros indicadores de la riqueza de sus dueños. Las ropas costosas de primera marca han sido tradicionalmente indicadores del estatus social de sus portadores. En la América colonial, por ejemplo, se castigaba con azotes al esclavo o liberto africano que usaba ropas españolas por pretender ser lo que no es. [cita requerida]
El caso más destacado y frecuente de objetos tecnológicos fabricados por su función simbólica, es el de los grandes edificios: rascacielos gigantes, catedrales, palacios. Están diseñados para empequeñecer a los que están en su interior (caso de los amplios atrios y altísimos techos de las catedrales), deslumbrar con exhibiciones de lujo (caso de los palacios), infundir asombro y humildad (caso de los grandes rascacielos). 
No es casual que los terroristas del 11 de septiembre de 2001 eligieran como blanco principal de sus ataques a las Torres Gemelas de Nueva York, sede de la Organización Mundial del Comercio y símbolo del principal centro del poderío económico estadounidense.